# Algenbloei

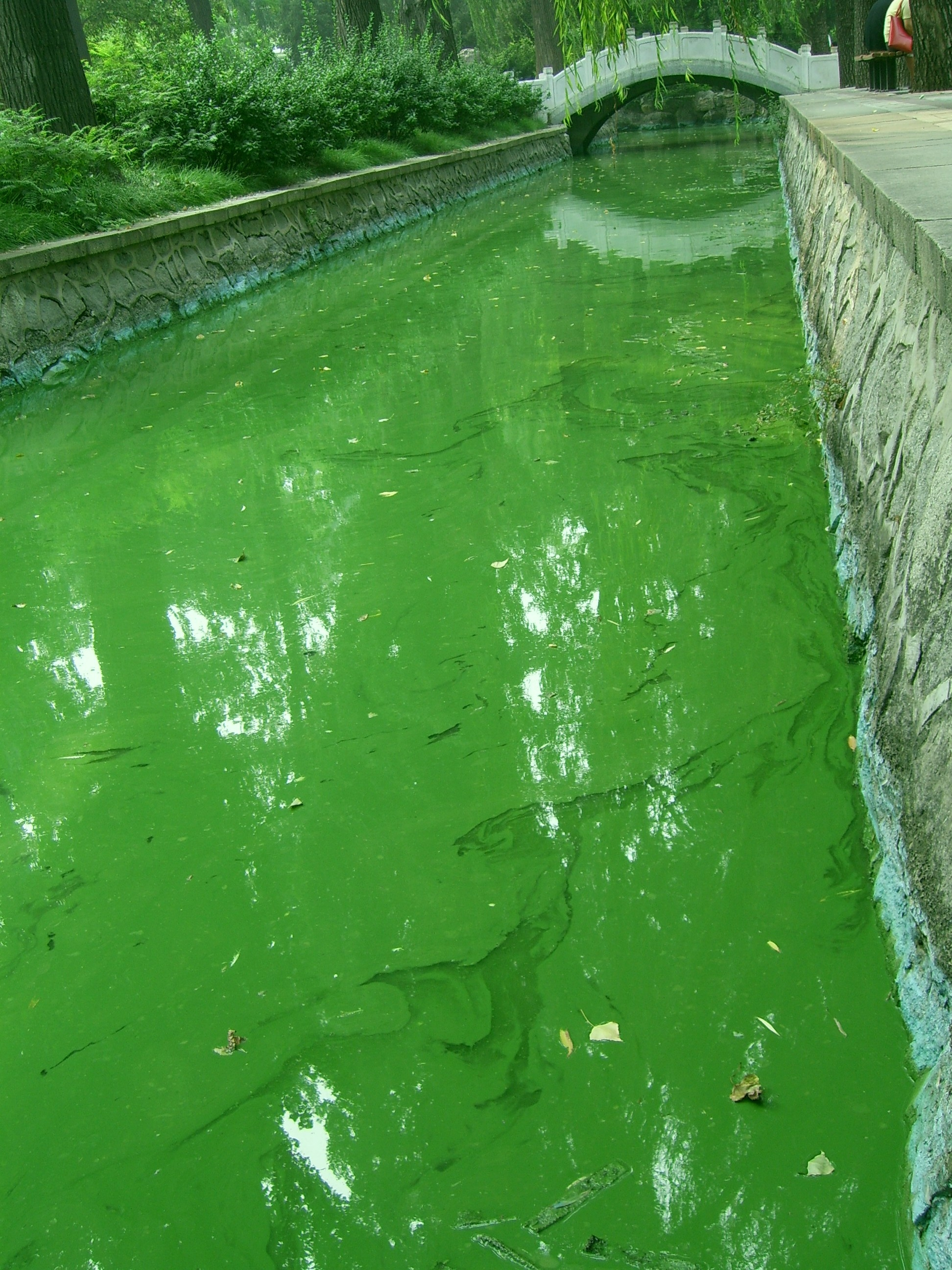
Algenbloei

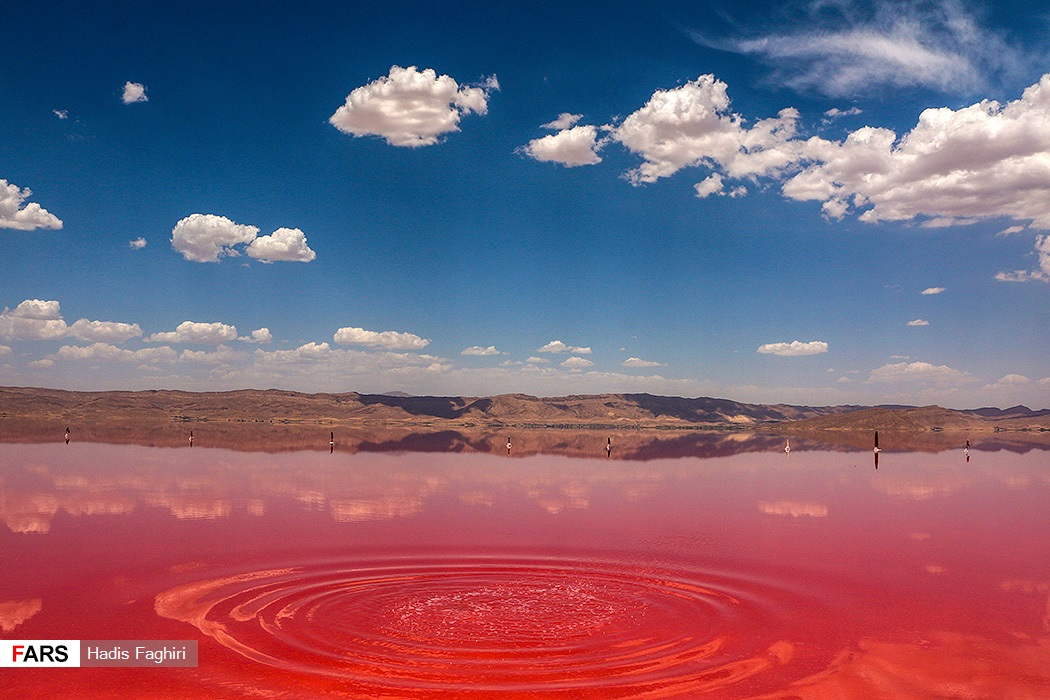
Rode algenbloei in Iran

Algenbloei is een zomers verschijnsel waarbij grote hoeveelheden algen (met name het blauwwier Planktothrix agardhii) tot ontwikkeling komen en afsterven zodat er te weinig zuurstof in het water overblijft om de grote hoeveelheid biomassa in stand te houden. Hierdoor kan een grote sterfte optreden door hypoxie.

## Ecologische betekenis
Algenbloei vindt plaats in troebel, niet of langzaam stromend water, meestal met een hoge belasting met fosfaat en stikstofverbindingen (zowel ammoniak als nitraat) waarbij er geen hogere waterplanten zijn. In meren en plassen waar waterplanten voorkomen is er een biotoop waarbij allerlei organismen als watervlooien voorkomen die in het voorjaar de algen opeten. Terwijl de watervlooien het water helder houden, komen de waterplanten tot ontwikkeling. Het drijvend materiaal komt in de waterplanten tot rust waardoor het water helder blijft. Ook nemen de waterplanten grote hoeveelheden van het vrije fosfaat en nitraat op en concurreren om het vrije CO2. Met name het vastleggen van fosfaat en de opname van stikstofverbindingen in hogere planten maakt deze stoffen tot groeibeperkende factoren voor algen. De belasting met meststoffen heft die beperking op.
Een andere belangrijke factor zijn de vissen die voorkomen. Vissen als de brasem en de schubkarper woelen in de bodem, waardoor het water troebel wordt of blijft. Dit is negatief voor de ontwikkeling van hogere planten.
Water waarin algenbloei een probleem is, heeft daarmee een stabiele situatie; de algenbloei zal zich bij ongewijzigde omstandigheden regelmatig herhalen. Om een water weer gezond te krijgen, zijn er een aantal beheersmaatregelen nodig.
- De fosfaat en nitraatbelasting moet verminderd worden.
- De zaadbank van de waterplanten dient hersteld te worden.
- Vissen als de brasem en karper dienen weggevangen te worden.

Het omslagpunt waarbij een jaarlijkse algenbloei voorkomen wordt, is bereikt als er voldoende waterplanten zijn om het water helder te houden en als deze in staat zijn om het oppervlak waarin zij voorkomen uit te breiden.
Nadat zich een biotoop met waterplanten heeft kunnen vestigen, is er tijd nodig om alle hogere en lagere dieren hun niche in dit milieu te laten innemen. Naarmate de biodiversiteit groter wordt, is het risico op een volgende algenbloei minder.

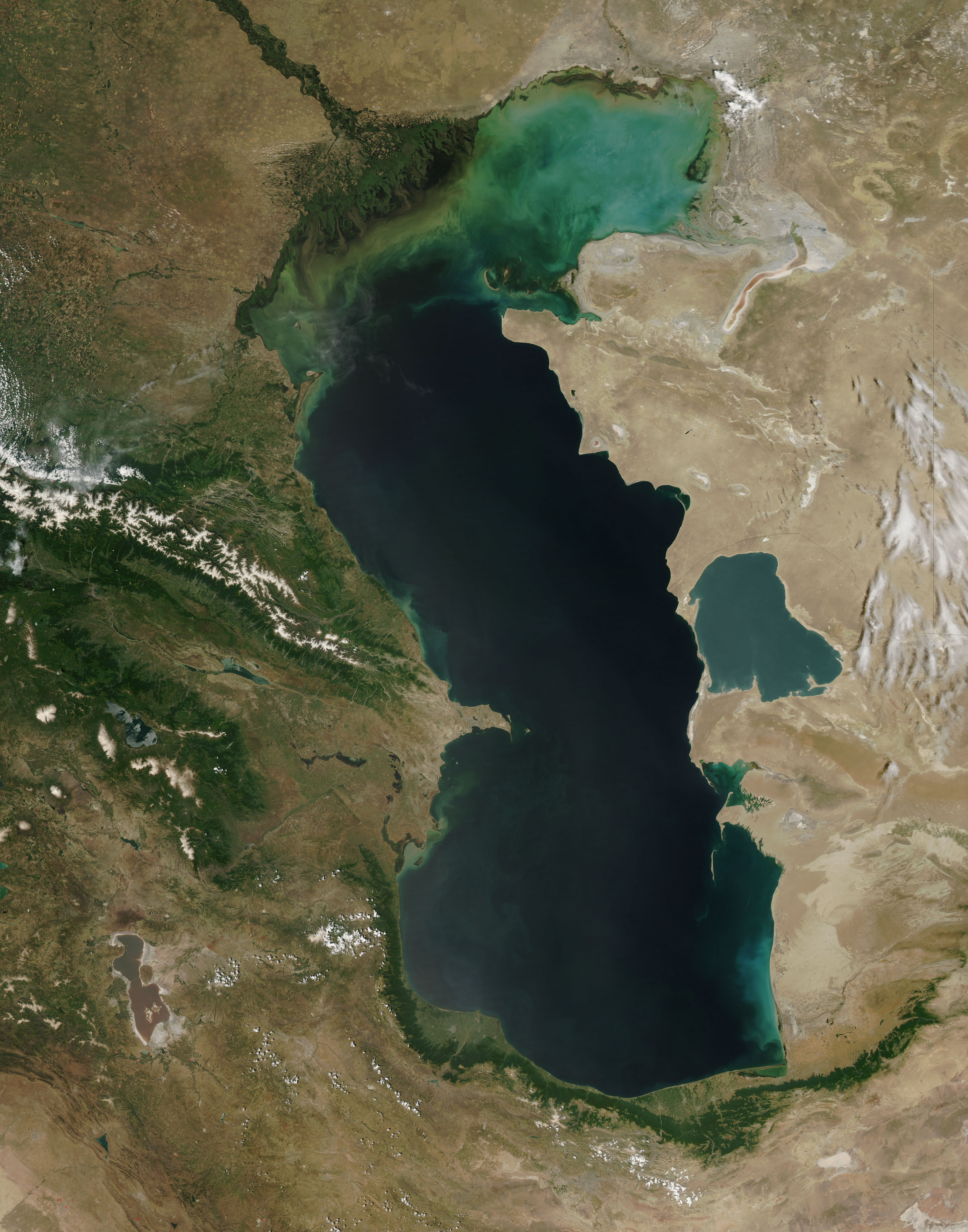
Algenbloei in de Kaspische Zee

## Blauwalgen in zwemwater
Als blauwalgen overmatig in het zwemwater aanwezig zijn, is het zwemwater niet veilig en wordt een negatief zwemadvies uitgebracht. Zwemmen in zwemwater waar blauwalg voorkomt is ten zeerste af te raden tenzij het zwemwater elke dag of zelfs meerdere malen per dag negatief wordt getest op het gehalte aan toxinen. Op borden bij het water wordt aangegeven of er gezwommen kan worden. Ook is er een speciale zwemwatersite en -app waarop mensen die in open water willen zwemmen kunnen zien waar veilig gezwommen kan worden.

### Vergiftiging
Vergiftiging door blauwalgen komt via de mond tot stand of kan doordringen door de huid. Ernstige vergiftigingen doen zich bij volwassenen zelden voor. Kleine kinderen zijn kwetsbaarder, omdat zij eerder water binnenkrijgen en sneller ziek worden door vergiftiging. Dit geldt ook voor honden, die altijd met open bek zwemmen. Binnen twaalf uur na het zwemmen in water met blauwalgen kunnen mensen last krijgen van hoofdpijn, huiduitslag, maagkramp, misselijkheid, braken, diarree, koorts, een pijnlijke of rode keel, oorpijn, oogirritaties, loopneus of gezwollen lippen. Deze verschijnselen houden ongeveer vijf dagen aan en verdwijnen vanzelf.

### Huiduitslag door blauwalg
Huiduitslag krijgt men door in water te zwemmen waar de blauwalg zich aan het vermenigvuldigen is door het ineens optredende warme weer of door alleen maar continuïteit in de hete dagen.
De verschijnselen van uitslag ten gevolge van blauwalg bestaan uit kleine rode bultjes die lijken op zonne-allergie-bultjes. Deze bultjes kunnen ook een groot rood waas vormen en enorm jeuken. Men kan het beste de lichaamsdelen waar de uitslag optreedt een aantal malen per dag insmeren met vochtinbrengende after sun waardoor de huid minder snel uitdroogt en minder jeukt. Is de jeuk echt ondragelijk, stap dan onder een vrij warme douche en sproei met het water op de plekken waar de uitslag voorkomt en de jeuk trekt een beetje weg, wat zeer verlichtend werkt. Daarna weer insmeren met after sun of een ander huidsmeermiddel. Ook helpt mentholpoeder zeer goed tegen de jeuk.
De eerste dagen na de irritatie moeten zon en met blauwalg besmet water vermeden worden.

### Bestrijding
Behandeling van het water met een verdunde oplossing van waterstofperoxide heeft zeer goede resultaten opgeleverd. Drie dagen na behandeling is de blauwalg niet meer schadelijk aanwezig. Wel moet nog gecontroleerd worden of het toxinegehalte inmiddels ook voldoende verlaagd is.